# 喬丹·金
喬丹·金（英語：Jordan King，1994年2月26日—）是一位英國的賽車運動員。他是前森寶利執行長賈斯汀·金的兒子。